# Curuppumullage Jinarajadasa
Curuppumullage Jinarajadasa (Sri Lanka, 16 dicembre 1875 – Wheaton, 18 giugno 1953) è stato un esoterista, scrittore e orientalista singalese.
Massone e teosofo, è stato presidente della Società Teosofica Internazionale.

## Biografia
Ancora ragazzo, in India, si avvicinò alla teosofia. Nel 1889 Charles Webster Leadbeater, quando accettò di tornare in Inghilterra per fare da tutore al figlio di Alfred Percy Sinnett, portò in Inghilterra con lui anche Jinarajadasa, uno dei suoi allievi. Jinarajadasa si recò al St. John College di Cambridge e studiò lingue orientali. Poi lavorò all'Ananda College di Henry Steel Olcott, in Sri Lanka (Colombo).
Intorno al 1904 visitò Chicago, dove incontrò e influenzò Weller Van Hook, il noto chirurgo e autore che poi divenne un teosofo. Jinarajadasa imparò anche l'italiano, il francese, lo spagnolo e il portoghese. Nel 1916 o 1917 si sposò con la femminista inglese Dorothy M. Graham. Ha fondato nel 1917 a Adyar con Annie Besant la "Women's Indian Association" (WIA). 
Jinarajadasa ha anche viaggiato nel Sud America, dove ha fondato rami della Società Teosofica Internazionale. Nel 1946 è diventato presidente della Società Teosofica di Adyar. Nel 1949 ha fondato la Scuola di Saggezza ad Adyar. 
È stato anche un massone, membro dell'Ordine Le Droit Humain, in cui raggiunse il 33º ed ultimo grado del rito scozzese antico ed accettato.
Presidente della Società Teosofica Internazionale tra il 1945 ed il 1953, Jinarajadasa ha scritto molte opere su teosofia, teologia, filosofia e l'occultismo. Ha inoltre partecipato alle ricerche di Besant e Leadbeater per la stesura di Chimica occulta, sulla natura occulta degli atomi.

## Opere
- Manuale di teosofia a cura di Giorgio Pisani e Maria Luisa Zanaria.
- Il mistero della Vita e della Forma, raccolta di conferenze tenute a Chicago da Jinarajadasa.
- Come si ricordano le vite passate
- Bhagavad Gita Poema Divino
- Nel suo nome
- Il rituale delle Stelle Mistiche
- Liberi
- La riunione di est e ovest
- Il messaggio del futuro
- Le idee della teosofia
- La visione divina
- L'eredità dei nostri padri
- I sette veli di coscienza
- La legge di Cristo
- Teosofia e la ricostruzione
- Teosofia e pensiero moderno
- La natura di misticismo
- Cristo, il Logos
- Il Signore di lavoro
- La fede, che è la vita
- Il regno di diritto
- Lettere dei Maestri di Saggezza
- Prima principi della teosofia
- Indagini chiaroveggente
- Indagini occulto
- Fiori e giardini